# Аменхотеп I
Аменхотеп І (правив в 1525—1504 роках до н. е.) — син фараона Яхмоса I і цариці Яхмес-Нефертарі, другий єгипетський фараон XVIII династії. Його ім'я Джосер-ка-Ра Аменхотеп переводиться як «Прекрасний двійник Ра, Амон задоволений». Правління Аменхотепа I — час реставрації і відновлення Єгипту після засилля гіксосів.

## Правління
Навесні чи восени 1525 року до н. е. Аменхотеп I став царем Єгипту після смерті свого батька Яхмоса. Він зійшов на трон, будучи малолітнім, тому регентом при ньому стала його владна мати Яхмос-Нефертарі.
Аментохеп продовжив завойовницьку політику свого батька. Після придушення повстання в Куші, Аменхотеп вводить новий, спеціальний титул єгипетського чиновника, керівника Нубією — «принц Куша». Відомо про успішний похід фараона проти лівійського племені аму-кехак, про саму битву мало що відомо.
Окрім відновлення єгипетської влади в Нубії і лівійського походу, особливо видатних і витратних військових походів фараоном не робилося. Головне завдання його правління — відновлення порядку і минулого спокою в самому Єгипті. Потрібно було відновити безліч храмів і священних монументів, відродити економіку, відновити чиновницький апарат для ефективного управління країною. Цим цар і займався.
При Аменхотепі I на Синаї знов відкриваються каменоломні, а також розробляються родовища бірюзи. У Хатнубі і Босрі здобувають алебастр. У Гебель-ель-Сільсилі відкривається здобич пісковика, багато якого пішло на реставрацію Карнацького храму Амона-Ра.
Будівельна діяльність царя проходила у ряді географічних пунктів Давнього Єгипту. Так, наприклад, в Абідосі фараон звів каплицю, присвячену ювілею його батька Яхмоса. Наслідуючи приклад свого попередника, Аменхотеп продовжував будівництво у Верхній Нубії. Було також розгорнуте будівництво в Дельті Нілу і в старому адміністративно-культовому центрі Давнього Єгипту — Мемфісі.
Великі ворота Карнака реставрувалися і прикрашені сценами, присвяченими ювілею правління Аменхотепа I. Проте, перебудовувавши Карнак, Аменхотеп поступав не чесно по відношенню до своїх попередників. Так наприклад, на зворотній стороні ряду блоків, використаних в Карнаці Аменхотепом, помістили написи, датовані Сенусертом I, фараоном Середнього царства.
Згідно з Манефоном, Аменхотеп I (Аменофіс) правив 20 років і 7 місяців. Це підтверджується і даними єгиптології. Останній відомий пам'ятник часу правління цього фараона датується 21-м роком його правління.
Гробниця Аменхотепа I не знайдена. У Долині Царів її немає: використовувати її для царських усипалень стали тільки після нього. Є припущення про те, що у такому разі гробниця царя повинна розташовуватися в тому ж некрополі, що і гробниця його батька Яхмоса, тобто в Дра Абу ель-Негга.
Оскільки Аменхотеп I помер, не залишивши спадкоємців, Яхмос-Нефертарі звела на престол чоловіка своєї дочки Мутнофрет, свого зятя Тутмоса I.